# Carmine Nicolao Caracciolo
Carmine Nicolao Caracciolo, 5. princ Santo Buona, italijansko-španski plemič, veleposlanik in državnik, * 5. julij 1671, Bucchianico, † 26. julij 1726, Madrid.
Caracciolo, princ Svetega rimskega cesarstva, je bil podkralj Peruja med 5. oktobrom 1716 in 26. januarjem 1720.